# Søndersø (Nordsjælland)
Søndersø är en sjö i Danmark. Den ligger i Region Hovedstaden, i den östra delen av landet. Søndersø ligger 12 meter över havet. Arean är 1,0 kvadratkilometer. Den ligger på ön Sjælland. Den högsta punkten i närheten är 50 meter över havet, 1,0 km nordost om Søndersø. I omgivningarna runt Søndersø växer i huvudsak blandskog. Den sträcker sig 1,1 kilometer i nord-sydlig riktning, och 1,6 kilometer i öst-västlig riktning.
Följande samhällen ligger vid Søndersø:
- Værløse (12 842 invånare, vid nordöstra sidan)